# Ruedi Imbach
Ruedi Imbach (Sursee, 10 maggio 1946) è un filosofo e medievista svizzero.

## Biografia
Dopo aver frequentato la scuola cantonale di Sursee, completò il liceo nel '66 e cinque anni dopo si laureò in storia e filosofia all'Università di Friburgo nella quale rimase fino al '75 come assistente di Louis-Bertrand Geiger. Sotto la supervisione di quest'ultimo, nel '76 discusse la dissertazione di dottorato intitolata Deus est intelligere : das Verhältnis von Sein und Denken in seiner Bedeutung für das Gottesverständnis bei Thomas von Aquin und in den Pariser Quaestionen Meister Eckharts sul rapporto fra pensiero ed essere nella conoscenza di Dio secondo san Tommaso d'Aquino e nelle questioni parigine di Meister Eckhart. Sempre a Friburgo, nel '79 conseguì l'abilitazione all'insegnamento nelle scuole secondarie. La sua tesi post-dottorale consistette nell'edizione critica di due trattati latini tardomedievali di Teodorico di Friburgo, il De ente et essentia e il De natura contrariorum.
Dal 1981 al 1983 fu professore ospite all'Università di Ginevra. Due anni dopo, fu richiamato come ordinario dall'Università di Friburgo nella quale dal '76 al 1980 aveva già insegnato come professore associato di ontologia e storia della filosofia medievale nella Facoltà di Lettere e nella Facoltà. Successivamente, fu nominato rettore dell'ateneo per due mandati: dal 1988 al 1991 e nuovamente dal '99 al 2000. E stato membro dell'Istituto di Studi Medievali.
Membro corrispondente dell'Accademia delle Scienze di Gottinga, è uno dei redattori di lungo corso del Freiburger Zeitschrift für Philosophie und Theologie (FZPhTh), semestrale in lingua tedesca di filosofia, fondato dai domenicani nel 1886 a Friburgo.
Dal 2000 al 2013, anno del suo ritiro dalla vita accademica, è stato ordinario di storia della filosofia medievale all'Università di Parigi-Sorbona.

## Attività accademica
La ricerca di Imbach si concentra sulla storia della filosofia del XIII e del XIV secolo, focalizzandosi sul tomismo, la storia della metafisica e la teoria politica. Diede un contributo significativo nella scoperta e catalogazione delle opere del Corpus Philosophorum Teutonicorum Medii Aevi, oltre ad aver diretto l'indicizzazione completa in lingua tedesca degli scritti filosofici e politici di Dante Alighieri.
Si occupò in particolari delle biografie e delle opere degli autori della Scolastica tradizionalmente considerati "minori" in merito ai quali nel '79 constatò personalmente che il materiale archivistico ad essi ascrivibile era ancora sostanzialmente intonso e sconosciuto.  Inbach lo definì una mole di materiale «difficilmente gestibile e, in larga misura, inedito». Nella prefazione al volume intitolato Mots médiévaux offerts à Ruedi Imbach, gli autori di tale opera di riferimento dedicata a Inbach affermano che quest'ultimo mostrò un marcato interesse per i temi bollati come marginali dalla ricerca storica, idealisticamente convinto della necessità di documentare e far conoscere la progressiva ricezione delle idee e della pluralità dei metodi filosofici nel loro intero sviluppo spazio-temporale..
I suoi studi lo portarono a scoprire che nel tardo Medioevo un numero sorprendentemente elevato di opere fu scritto per laici e talora direttamente da laici. La secolarizzazione della filosofia e della teologia cristiana non significò una sua banalizzazione. Al contrario, chiunque intendesse idealisticamente vedere e rivivere l'oggetto del sapere filosofico nel suo formarsi non potrebbe prescindere dalla funzione sociale della filosofia nel tardo Medioevo, nonché dalla posizione sociale dell'autore o dei destinatari per i quali una determinata opera fu composta.
Nel '96, i suoi allievi hanno celebrato il suo cinquantesimo compleanno e la sua attività di ricerca con la pubblicazione di un'antologia di ventitre saggi, elogiando il suo tentativo di «spezzare la storia monolitica della filosofia medievale e ricostruirla nei suoi contesti storici e sociali».

## Opere
- Dante, la philosophie et les laïcs. I : initiations à la philosophie médiévale, Cerf (Parigi) et Éditions universitaires de Fribourg (Friburgo), collana Vestigi, serie Pensée antique et médiévale, n. 21, Friburgo, 1996, 270 pp., ISBN 2-204-05483-6 (Parigi) oppure ISBN 2-8271-0747-3 (Friburgo), BNF 358561068.
- François-Xavier Putallaz, Ruedi Imbach, Profession philosophe, Siger de Brabant, éditions du Cerf, coll. Initiations au Moyen âge, Parigi, 1997, 202 pp., ISBN 2-204-05696-0, BNF 361886505.
- Die Philosophie im lateinischen Mittelalter. Ein Handbuch mit einem bio-bibliographischen Repertorium, 1996
- Die Philosophie im lateinischen Mittelalter. Ein Handbuch mit einem bio-bibliographischen Repertorium, 1989
- Deus est intelligere. Das Verhältnis von Sein und Denken in seiner Bedeutung für das Gottesverständnis bei Thomas von Aquin und in den Pariser Quaestionen Meister Eckharts, 1976

## Premi e riconoscimenti
- 2001: Premio Marcel Benoist
- 2013: eletto  membro associato della Commissione leonina.[8]